# A Pokémon (anime) szereplőinek listája
Ez a szócikk a TV Tokyo által sugárzott Pokémon című japán animesorozat szereplőinek felsorolását tartalmazza.

## Főszereplők
- Ash Ketchum (japán neve サトシ Satoshi)

A sorozat főhőse. Célja, hogy ő legyen minden idők legnagyobb Pokémon-mestere. Első Pokémonját, Pikachut tízéves korában kapta szülővárosa, Palett város híres Pokémon-tudósától, Oak Professzortól. Bár Ash eredetileg választhatott volna három Pokémon, Squirtle, Bulbasaur és Charmander közül, de túl sokáig aludt (mivel álmába eldobta az ébresztő órát), ezért a Professzor kénytelen volt utolsó begyűjtött Pokémonját, az elektromos Pikachut odaadni a pizsamában érkező Ash-nek. Pikachu eleinte ki nem állhatta Ash-t gyerekes viselkedése miatt, de amikor egy csapat megvadult Spearow támadt rájuk, és a fiú feláldozta volna életét Pikachuért, a Pokémon rögtön megszerette gazdáját. Ash és Pikachu elválaszthatatlan barátok lettek. Pikachu minden útjára elkísérte eddig Ash-t, míg az ifjú edző legtöbb Pokémonja Oak Professzornál marad, amikor Ash új kalandra indul.
Ash kissé forrófejű ember, aki a Pokémon csatákban általában a sebességet és a támadást hangsúlyozza. Nagyon szereti a Pokémonokat, és akkor is kitart mellettük, amikor más gyengének és haszontalannak tartja őket. Ash nem a csatára neveli elsősorban Pokémonjait, hanem úgy gondolja, ha szereti őket és bízik bennük, a csatákban is erősek lesznek. Emiatt sok nézeteltérése van Paullal, aki úgy gondolja, hogy nem ér semmit az a Pokémon, amelyik nem tud hatékonyan harcolni. Paullal való rivalizálása során Ashben megerősödik Pokémonjaiba vetett hite.
Ash egyértelműen pozitív főhős a rajzfilmben, hiszen Pokémonjait feltétlen szeretettel neveli, s bár néha bután viselkedik, mindig tudja, mit kell tennie. A mozifilmekben számtalanszor megmenti a világot.
- Pikachu (japán neve ピカチュウ Pikachu)

Ash legjobb pokémon barátja. Mikor először találkoztak, ellenséges volt új gazdájával, folyton megrázta. Mikor Ash megmentette egy csapat Spearow-tól, elválaszthatatlan barátok lettek. Majdnem minden pokémont képes legyőzni, a Rakéta csapat ezért is szeretné mindenáron megszerezni, de nem járnak sikerrel.
- Brock (japán neve タケシ Takeshi)

Az ónvárosi terem vezetője volt. Miután Ash legyőzte és apja visszatért, úgy döntött, Ash-sel tart, hogy útjuk során Pokémon-nevelői tapasztalatokat gyűjthessen. Nem tartott Ash-sel az Orange-szigetekre, de Johtóba, Hoennbe és Sinnoh-ba is elkísérte.
Brock konyhai tapasztalata nélkülözhetetlen a csapat számára, és a Pokémonokról szerzett tudásával is segíti Ash-t. Mindig higgadt tud maradni, ami szükséges is, hiszen Ash könnyen elveszíti hidegvérét. Azonban Brock azonnal ellágyul, ha egy szép lány van a közelben. Ilyenkor Pokémonja, Croagunk téríti magához. (Mielőtt Croagunk-ot megfogta, az 1. szériába Misty látta el ezt a feladatot, a 2. szériába Max.)
- Misty (japán neve カスミ Kasumi)

Az azúrkékvárosi teremvezetők húga. Elment otthonról, mert teremvezetőként nem tudott érvényesülni gyönyörű nővérei mellett. Amikor Ash Pikachut védelmezte a Spearow-októl az első részben, elvitte Misty biciklijét, hogy így vigye el Pikachut a legközelebbi Pokémon-centerbe, ennek kapcsán pedig össze is törte. Misty ezért elhatározta, hogy addig lóg majd rajta, amíg ki nem fizeti a biciklijét. Útközben végül összebarátkoztak, és a bicikli ügye feledésbe merült,következőnek a Cinóbel-szigeten merül fel ez a vita. Egyesek szerint Ash és Misty között valamiféle bátortalan romantikus szál is bonyolódott. (Bár ez Ash legtöbb lány útitársával így volt.)
Misty vízi Pokémon edző, Togepit kivéve minden pokémonja vízi típusú. Folyamatos poén a sorozatban Psyduck nevű pokémonja, akit véletlenül kapott el (elejtett egy pokélabdát, és Psyduck belemászott), és rendkívül idegesíti, hogy a legszorultabb helyzetekben képes előjönni a pokélabdából (hasonlóképpen, mint Jessie Wobbuffetje).
- Tracey Sketchit (japán neve ケンジ Kenji)

Tracey egy Pokémon megfigyelő, méghozzá az egyik legjobb. Mindent lerajzol ami megfogja a figyelmét (beleértve Jenny-ket és Joyokat vagy egyéb szép lányokat. ^^`) Az Orange-szigetekről származik, és Oak professzor nagy rajongója. Mellesleg a Pokémon megfigyelő lapnak volt cikkírója egy ideig. Rengeteg Pokémont ismer, és még többet akar megismerni ezért döntött úgy, hogy Ashékkel tart. (No meg mert Ash ismeri prof Oak-ot). 
Az Orange liga végeztével Oak profnál maradt mint segéd, azóta is a laborjában dolgozik. Néha meglátogatja Ceruleanban Misty-t is, ilyenkor általában Misty nővéreinek mindig van valami ötlete (vagy egy vízibalettben akarják szerepeltetni mint herceg, vagy éppen rábízzák a terem kitakarítását).
- May (japán neve ハルカ Haruka)

May családja Johtoból utazott Hoennbe, ahol May apja, Normann teremvezetői állást kapott Petalburgban. Mikor Ash-el először találkozik épp első Pokémonjáért megy Prof. Birch-hez, és Ash Pikachu elektromossággal véletlen tönkreteszi May biciklijét(de ismerős.). Végül May úgy dönt Ashhel fog tartani, mert ő tapasztalt edző és tanulhat tőle valamit.
Később csatlakozott hozzájuk May kisöccse, Max is, aki nagyon tudálékos, szeretne minél többet megtudni a Pokémonokról, de mivel csak 8 éves ezért nem lehet saját pokémonja még.
May hamar felfedezte az Pokémon contesteket és végül úgy döntött, hogy Pokémon edző helyett koordinátor lesz, és a célja, hogy megnyerje a Contest kupát. 
Szert tesz különféle pokékra, akiket mind remekül kiképez a versenyekre. Később elsajátítja a Pokéblock készítését is, és saját recepteket kitalálva készíti el a May lila meglepetése és May rózsaszín meglepetése nevű cukorkákat (amit egyedül Munchlax képes megenni, az összes többi poké sokkot kap tőle. :D)
A versenyeken több ellenfelet és szerez, ahogy egyre jobb és jobb lesz. Fő riválisa Drew, egy fiú, aki nagyon ügyes, és tehetséges, no meg nagyképű koordinátor. A másik riválisa Harley, aki inkább csalásairól híres, pedig ő is igen tehetséges koordinátor, de jobb szereti eltenni lábalól ellenfeleit.
Egyes elméletek szerint May eleinte Ashbe lesz szerelmes, majd Drew-t egyre jobban megismerve megszereti őt. (Néha azért látszik, hogy Drew is kedveli May-t.)
A Hoenni Contestbajonkságra már több ezer rajongója lesz, végül mégiscsak a legjobb 8 között végzi. Továbbmegy Kantoba, ahol szintén megnyílnak a Contestek és újra eljut a bajnokságig, ahol végül a legjobb 4 között végez, Drew-t is legyőzve.
Kanto után úgy dönt, hogy Johtoba indul tovább Contestezni, így elválnak útjai Ashéktől.
- Max (japán neve マサト Masato)

Max May kisöccse, és a Petalburgi Norman nevű teremvezető fia. Nagyon okos, és szereti a Pokémon csatákat. Mikor először találkozott Ash-el felismerte, mert azelőtt TV-ben látta. Eleinte nem kedvelte túlzottan Ash-t, az igazat megvallva Max ostobának tartotta Ash sajátmagához képest. Később igazi jó barátra talált Brockban, és a Kanto Battle Frontier végén Ash-t példaképének tekintette. Ígéretet tett neki, hogy egy nap ő is Pokémon edző lesz és majd megküzd Ash-sel.
- Dawn (japán neve ヒカリ Hikari)

Egy tízéves, kezdő koordinátor. Twinleaf Townból indult, éppen azon a napon, amikor Ash a Sinnoh régióba érkezett. Dawn anyja is koordinátor volt, és amikor fiatal volt, megnyerte a Nagy Fesztivált. Anyja nyomdokait követve Dawn-nak az a célja, hogy megnyerje a sinnoh-i Szalag Kupát. Ehhez előbb azonban öt szalagot kell szereznie egy, a régiót átszelő út során. Rowan Professzortól Dawn megkapta Piplup-ot, hogy segítse őt az útján. Azonban Dawn-nak számtalan Pokémont kell elfognia ahhoz, hogy esélye legyen megnyerni a Nagy Fesztivált. Ezért elhatározza, hogy fog egy Pokémont. Ezalatt a Rakéta Csapat megint elrabolja Pikachut és újra felsülnek, de sajnos Pikachu elszakad Ashtől. Dawn összefut Pikachuval, s nem tudván, hogy Pikachu nem vad Pokémon, megpróbálja elkapni. Azonban kiderül, hogy Pikachu egy edző Pokémonja, ezért Dawn megvédi őt a Rakéta Csapattól. Dawn visszaviszi Pikachut Ashnek, és, mivel útközben összebarátkozott az elektromos egérrel, úgy dönt, Ash-sel tart az útjára a Sinnoh Ligába. Kedvenc mondása, hogy "Semmi baj" (japánul Daidzsóbu), de gyakran akkor is ezt mondja, ha igenis van baj.
- Iris (japán neve アイリス Iris)

?
- Cilan (japán neve デント Dent)

?
- Serena (japán neve セレナ Serena)

Ash gyerekkori barátja.
- Clemont (japán neve シトロン Citron)

Bonnie bátya, aki feltaláló.
- Bonnie (japán neve ユリーカ Eureka)

Clemont húga
- Lana (japán neve スイレン Suiren)

?
- Mallow (japán neve マオ Mao)

?
- Lillie (japán neve リーリエ Rīrie)

?
- Sophocles (japán neve マーマネ Māmane)

?
- Kiawe (japán neve カキ Kaki)

?

## Riválisok
- Gary Oak (japán neve Ōkido Shigeru/Shigeru Ōkido)

?
- Ritchie

?
- Harrison

?
- Drew

?
- Harley

?
- Morrison

?
- Tyson

?
- Paul (japán neve Shinji)

?
- Barry

?
- Nando

?
- Conway

?
- Zoey

?
- Kenny

?

## Ellenségek

### Rakéta csapat
- Giovanni (japán neve サカキ Sakaki)

A Rakéta csapat vezetője, ráadásul ő vezeti Tengerzöld város (Viridian City) edzőtermét is.
- Jessie (japán neve ムサシ Musashi)

A trió legagresszívebb tagja. Szegény nevelőszülőknél nevelkedett fel, amíg az anyja inkább Rakéta Csapatra összpontosított. Mielőtt csatlakozott a Rakéta Csapathoz, ő arra törekedett, hogy nővér legyen; ám az iskola nem fogadta el a kérelmét. Jessie tulajdonában volt egy Wobbuffet, ami akarva-akaratlanul megjelent, ezért szinte a negyedik tagnak tekinthető.
- James (japán neve コジロウ Kojiro)

Néha siránkozónak, alázatosnak és nőiesnek ábrázolják; kezében egy szál rózsával. Rendkívül gazdag családban nőtt fel, de megszökött otthonról, mert szülei arra kényszerítették, hogy feleségül kell vennie egy Jessiebelle nevű lányt, akit nem is szeret, sőt utál. Volt egy Growlithe nevű Growlie Pokémonja, mely gyerekkorában a legjobb barátja volt; és volt neki egy Victreebel-e, amely szeretetből mindig megharapta a fejét, amikor kiküldte harcolni.
- Meowth (japán neve ニャース Nyarth)

Ő egy Pokémon. Kóbormacska életet élt Hollywoodban, mivel gazdája kidobta. Itt találkozott egy lány Meowth-al, akibe szerelmes lett. Ő nem szerette viszont, mivel gazdája tehetős volt, és ezáltal mindent megkapott. Meowth úgy próbálta lenyűgözni őt, hogy megtanult két lábon járni, és emberi nyelven beszélni. Ahelyett, hogy ezzel mély benyomást tett volna rá, a lány inkább még jobban elutasította. Emiatt nagyon elkeseredett. Befogadja egy macskabanda, amit később otthagy és inkább belép a Rakéta Csapatba. Gyakran fantáziál arról, hogy ő lesz főnöke kedvenc macskája.

### Magma csapat
- Maxie (japán neve マツブサ Matsubusa)

A Magma csapat vezetője.

### Aqua csapat
- Archie (japán neve アオギリ Aogiri)

Az Aqua csapat vezetője.

### Team Galactic
- Cyrus (japán neve アカギ Akagi)

A Team Galactic vezetője.

## Professzorok
- Oak professzor (japán neve Professor Okido)

?

## Mellékszereplők
- Delia Ketchum (japán neve ハナコ Hanako)

Ash anyja.
- Johanna (japán neve アヤコ Ayako)

Dawn anyja.
- Joy nővér

?
- Jenny rendőr

?